# Eclissi solare del 13 luglio 2018
L'eclissi solare del 13 luglio 2018 è un evento astronomico che ha avuto luogo il suddetto giorno attorno alle ore 3.02 UTC.